# Gaudonville
Gaudonville (Gaudonvila en gascon) est une commune française située dans le nord-est du département du Gers en région Occitanie. Sur le plan historique et culturel, la commune est dans la Lomagne, une ancienne circonscription de la province de Gascogne ayant titre de vicomté, surnommée « Toscane française ».
Exposée à un climat océanique altéré, elle est drainée par la Baysole, la Lavassère et par divers autres petits cours d'eau. La commune possède un patrimoine naturel remarquable composé d'une zone naturelle d'intérêt écologique, faunistique et floristique.
Gaudonville est une commune rurale qui compte 106 habitants en 2022, après avoir connu un pic de population de 474 habitants en 1806. Ses habitants sont appelés les Gaudonvillois ou  Gaudonvilloises.

## Géographie

### Localisation
Gaudonville est une commune située en Lomagne, à l'est de Saint-Clar.

### Communes limitrophes
Les communes limitrophes sont  Avezan, Castéron, Mauroux, Pessoulens et Tournecoupe.
|        | Mauroux     | Castéron   |
| Avezan | Gaudonville | Pessoulens |
|        | Tournecoupe |            |

### Géologie et relief
Gaudonville se situe en zone de sismicité 1 (sismicité très faible).

### Hydrographie

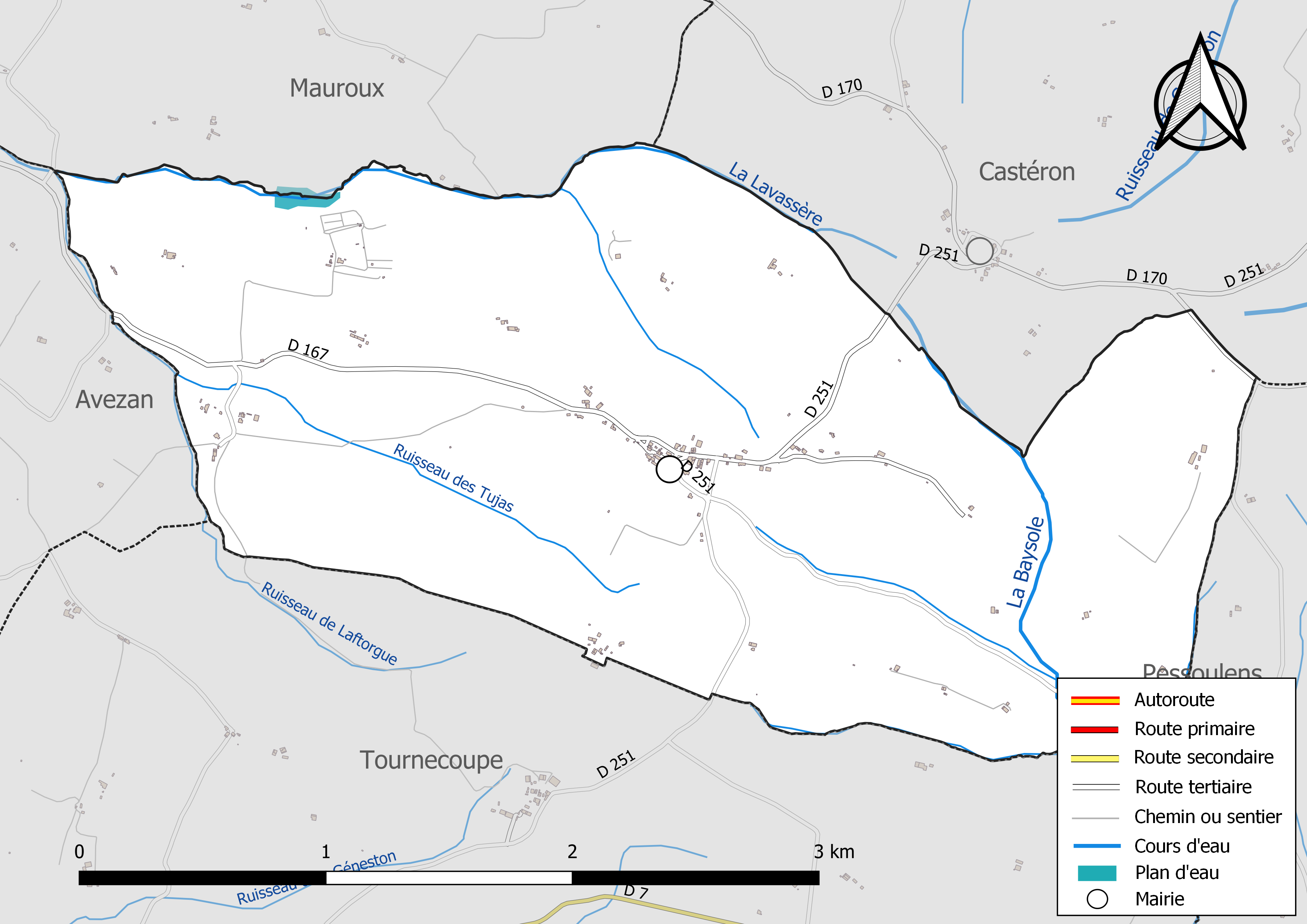
Réseaux hydrographique et routier de Gaudonville.

La commune est dans le bassin de la Garonne, au sein du bassin hydrographique Adour-Garonne. Elle est drainée par la Baysole, la Lavassère, le ruisseau de Laftorgue, le ruisseau des Tujas et par divers petits cours d'eau, qui constituent un réseau hydrographique de 11 km de longueur totale,.
La Baysole, d'une longueur totale de 10,2 km, prend sa source dans la commune de Castéron et s'écoule vers le sud-est. Elle traverse la commune et se jette dans la Gimone à Gimat, après avoir traversé 7 communes.

### Climat
Pour des articles plus généraux, voir Climat de l'Occitanie et Climat du Gers.
En 2010, le climat de la commune est de type climat du Bassin du Sud-Ouest, selon une étude s'appuyant sur une série de données couvrant la période 1971-2000. En 2020, Météo-France publie une typologie des climats de la France métropolitaine dans laquelle la commune est exposée à un climat océanique altéré et est dans la région climatique Aquitaine, Gascogne, caractérisée par une pluviométrie abondante au printemps, modérée en automne, un faible ensoleillement au printemps, un été chaud (19,5 °C), des vents faibles, des brouillards fréquents en automne et en hiver et des orages fréquents en été (15 à 20 jours).
Pour la période 1971-2000, la température annuelle moyenne est de 13 °C, avec une amplitude thermique annuelle de 15,4 °C. Le cumul annuel moyen de précipitations est de 730 mm, avec 10,3 jours de précipitations en janvier et 5,9 jours en juillet. Pour la période 1991-2020, la température moyenne annuelle observée sur la station météorologique la plus proche, située sur la commune de Mauroux à 4 km à vol d'oiseau, est de 14,0 °C et le cumul annuel moyen de précipitations est de 677,6 mm,. Pour l'avenir, les paramètres climatiques de la commune estimés pour 2050 selon différents scénarios d’émission de gaz à effet de serre sont consultables sur un site dédié publié par Météo-France en novembre 2022.

### Milieux naturels et biodiversité

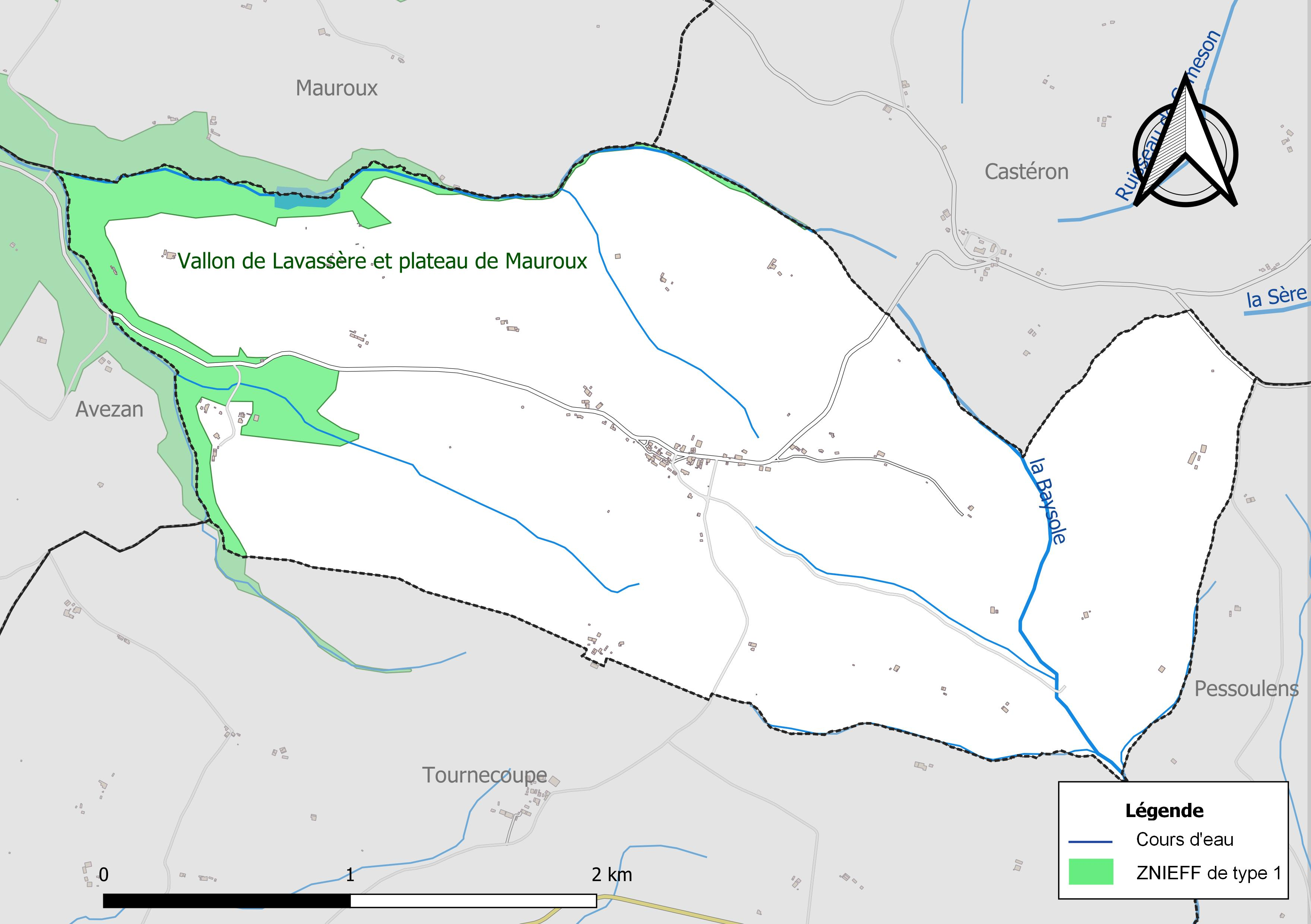
Carte de la ZNIEFF de type 1 localisée sur la commune.

L’inventaire des zones naturelles d'intérêt écologique, faunistique et floristique (ZNIEFF) a pour objectif de réaliser une couverture des zones les plus intéressantes sur le plan écologique, essentiellement dans la perspective d’améliorer la connaissance du patrimoine naturel national et de fournir aux différents décideurs un outil d’aide à la prise en compte de l’environnement dans l’aménagement du territoire.
Une ZNIEFF de type 1 est recensée sur la commune :
le « vallon de Lavassère et plateau de Mauroux » (639 ha), couvrant 7 communes du département.

## Urbanisme

### Typologie
Au 1er janvier 2024, Gaudonville est catégorisée commune rurale à habitat dispersé, selon la nouvelle grille communale de densité à sept niveaux définie par l'Insee en 2022.
Elle est située hors unité urbaine et hors attraction des villes,.

### Occupation des sols
L'occupation des sols de la commune, telle qu'elle ressort de la base de données européenne d’occupation biophysique des sols Corine Land Cover (CLC), est marquée par l'importance des territoires agricoles (100 % en 2018), une proportion identique à celle de 1990 (100 %). La répartition détaillée en 2018 est la suivante : 
terres arables (92,9 %), zones agricoles hétérogènes (7,1 %). L'évolution de l’occupation des sols de la commune et de ses infrastructures peut être observée sur les différentes représentations cartographiques du territoire : la carte de Cassini (XVIIIe siècle), la carte d'état-major (1820-1866) et les cartes ou photos aériennes de l'IGN pour la période actuelle (1950 à aujourd'hui).

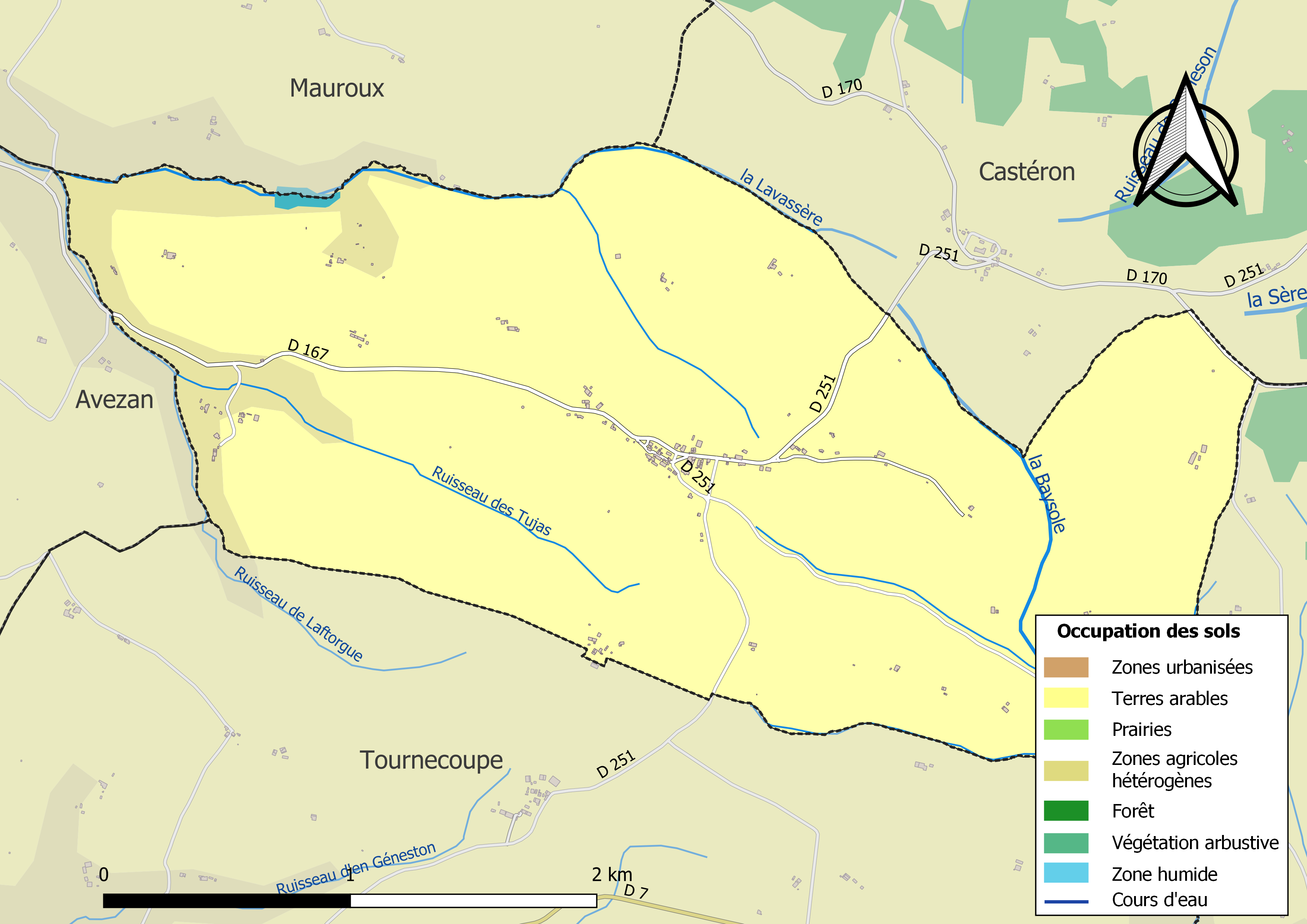
Carte des infrastructures et de l'occupation des sols de la commune en 2018 (CLC).

### Risques majeurs
Le territoire de la commune de Gaudonville est vulnérable à différents aléas naturels : météorologiques (tempête, orage, neige, grand froid, canicule ou sécheresse) et séisme (sismicité très faible). Un site publié par le BRGM permet d'évaluer simplement et rapidement les risques d'un bien localisé soit par son adresse soit par le numéro de sa parcelle.

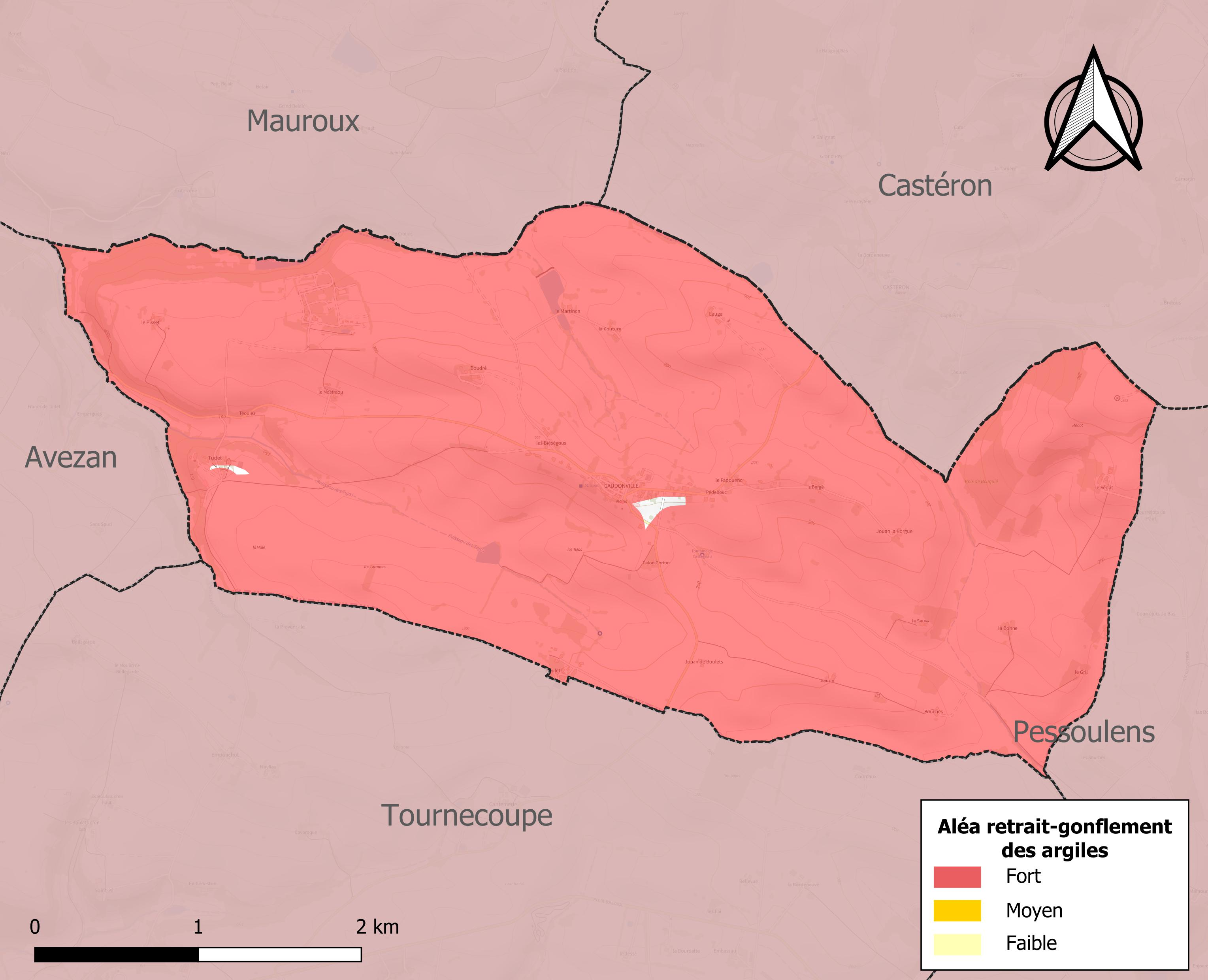
Carte des zones d'aléa retrait-gonflement des sols argileux de Gaudonville.

Le retrait-gonflement des sols argileux est susceptible d'engendrer des dommages importants aux bâtiments en cas d’alternance de périodes de sécheresse et de pluie. 99,8 % de la superficie communale est en aléa moyen ou fort (94,5 % au niveau départemental et 48,5 % au niveau national). Sur les 64 bâtiments dénombrés sur la commune en 2019, 64 sont en aléa moyen ou fort, soit 100 %, à comparer aux 93 % au niveau départemental et 54 % au niveau national. Une cartographie de l'exposition du territoire national au retrait gonflement des sols argileux est disponible sur le site du BRGM,.
Par ailleurs, afin de mieux appréhender le risque d’affaissement de terrain, l'inventaire national des cavités souterraines permet de localiser celles situées sur la commune.
La commune a été reconnue en état de catastrophe naturelle au titre des dommages causés par les inondations et coulées de boue survenues en 1999, 2009 et 2015. Concernant les mouvements de terrains, la commune a été reconnue en état de catastrophe naturelle au titre des dommages causés par la sécheresse en 2002 et 2017 et par des mouvements de terrain en 1999.

## Histoire
Le village, comme c'est souvent le cas en Lomagne, était entouré d'un mur d'enceinte et de fossés.

## Politique et administration

### Liste des maires
| Période                                  | Période  | Identité         | Étiquette | Qualité                    |
| ---------------------------------------- | -------- | ---------------- | --------- | -------------------------- |
| 2025                                     | En cours | Benjamin Vergnes |           | Professeur des écoles      |
| 2020                                     | 2025     | Pascal Noby      |           | Artisan couvreur           |
| 2008                                     | 2020     | Jacques Soulan   | DVG       | Retraité de l'enseignement |
| mars 2001                                | 2008     | Max Clamens      |           |                            |
| avant 1981                               | ?        | René Noby        | DVG       |                            |
| Les données manquantes sont à compléter. |          |                  |           |                            |

## Population et société

### Démographie
L'évolution du nombre d'habitants est connue à travers les recensements de la population effectués dans la commune depuis 1793. Pour les communes de moins de 10 000 habitants, une enquête de recensement portant sur toute la population est réalisée tous les cinq ans, les populations de référence des années intermédiaires étant quant à elles estimées par interpolation ou extrapolation. Pour la commune, le premier recensement exhaustif entrant dans le cadre du nouveau dispositif a été réalisé en 2004.

En 2022, la commune comptait 106 habitants, en évolution de −4,5 % par rapport à 2016 (Gers : +1,04 %, France hors Mayotte : +2,11 %).
| 1793 | 1800 | 1806 | 1821 | 1831 | 1841 | 1846 | 1851 | 1856 |
| ---- | ---- | ---- | ---- | ---- | ---- | ---- | ---- | ---- |
| 450  | 435  | 474  | 443  | 442  | 435  | 413  | 382  | 356  |

| 1861 | 1866 | 1872 | 1876 | 1881 | 1886 | 1891 | 1896 | 1901 |
| ---- | ---- | ---- | ---- | ---- | ---- | ---- | ---- | ---- |
| 360  | 300  | 297  | 278  | 236  | 238  | 249  | 246  | 234  |

| 1906 | 1911 | 1921 | 1926 | 1931 | 1936 | 1946 | 1954 | 1962 |
| ---- | ---- | ---- | ---- | ---- | ---- | ---- | ---- | ---- |
| 220  | 243  | 172  | 173  | 194  | 195  | 191  | 170  | 160  |

| 1968 | 1975 | 1982 | 1990 | 1999 | 2004 | 2006 | 2009 | 2014 |
| ---- | ---- | ---- | ---- | ---- | ---- | ---- | ---- | ---- |
| 155  | 129  | 132  | 122  | 103  | 102  | 101  | 118  | 111  |

| 2019 | 2022 | - | - | - | - | - | - | - |
| ---- | ---- | - | - | - | - | - | - | - |
| 112  | 106  | - | - | - | - | - | - | - |

## Économie

### Emploi
|                | 2008  | 2013  | 2018  |
| -------------- | ----- | ----- | ----- |
| Commune        | 2,7 % | 4,8 % | 0 %   |
| Département    | 6,1 % | 7,5 % | 8,2 % |
| France entière | 8,3 % | 10 %  | 10 %  |

En 2018, la population âgée de 15 à 64 ans s'élève à 59 personnes, parmi lesquelles on compte 71,2 % d'actifs (71,2 % ayant un emploi et 0 % de chômeurs) et 28,8 % d'inactifs,. Depuis 2008, le taux de chômage communal (au sens du recensement) des 15-64 ans est inférieur à celui de la France et du département.
La commune est hors attraction des villes,. Elle compte 23 emplois en 2018, contre 22 en 2013 et 24 en 2008. Le nombre d'actifs ayant un emploi résidant dans la commune est de 43, soit un indicateur de concentration d'emploi de 53,4 % et un taux d'activité parmi les 15 ans ou plus de 43,4 %.
Sur ces 43 actifs de 15 ans ou plus ayant un emploi, 16 travaillent dans la commune, soit 37 % des habitants. Pour se rendre au travail, 93 % des habitants utilisent un véhicule personnel ou de fonction à quatre roues, 2,3 % s'y rendent en deux-roues, à vélo ou à pied et 4,7 % n'ont pas besoin de transport (travail au domicile).

### Activités hors agriculture
10 établissements sont implantés  à Gaudonville au 31 décembre 2019.
Le secteur du commerce de gros et de détail, des transports, de l'hébergement et de la restauration est prépondérant sur la commune puisqu'il représente 50 % du nombre total d'établissements de la commune (5 sur les 10 entreprises implantées  à Gaudonville), contre 27,7 % au niveau départemental.

### Agriculture
|               | 1988 | 2000 | 2010 | 2020 |
| ------------- | ---- | ---- | ---- | ---- |
| Exploitations | 17   | 10   | 5    | 2    |
| SAU (ha)      | 592  | 663  | 463  | 271  |

La commune est dans la Lomagne, une petite région agricole occupant le nord-est du département du Gers. En 2020, l'orientation technico-économique de l'agriculture  sur la commune est la culture de céréales et/ou d'oléoprotéagineuses. Deux exploitations agricoles ayant leur siège dans la commune sont dénombrées lors du recensement agricole de 2020 (17 en 1988). La superficie agricole utilisée est de 271 ha,,.

## Culture locale et patrimoine
Fête locale célébrée le 2e week-end d'août.

### Lieux et monuments
- Église Saint-Michel datant du Moyen Âge, puis reconstruite au XVe – XVIe siècle, elle a été restaurée au XIXe siècle[26]. L'église possède un clocher-mur de cinq arcades avec deux cloches seulement. L'édifice est répertorié dans la base Mérimée[26],[27]. Le site est inscrit depuis 1943[26].
- Chapelle Notre-Dame de Tudet.
- Ancienne chapelle Notre-Dame de Tudet.
- Tour de l'horloge (XIIe siècle), reliquat de l'enceinte de fortification. C'était une porte fortifiée qui abritait un pont-levis.

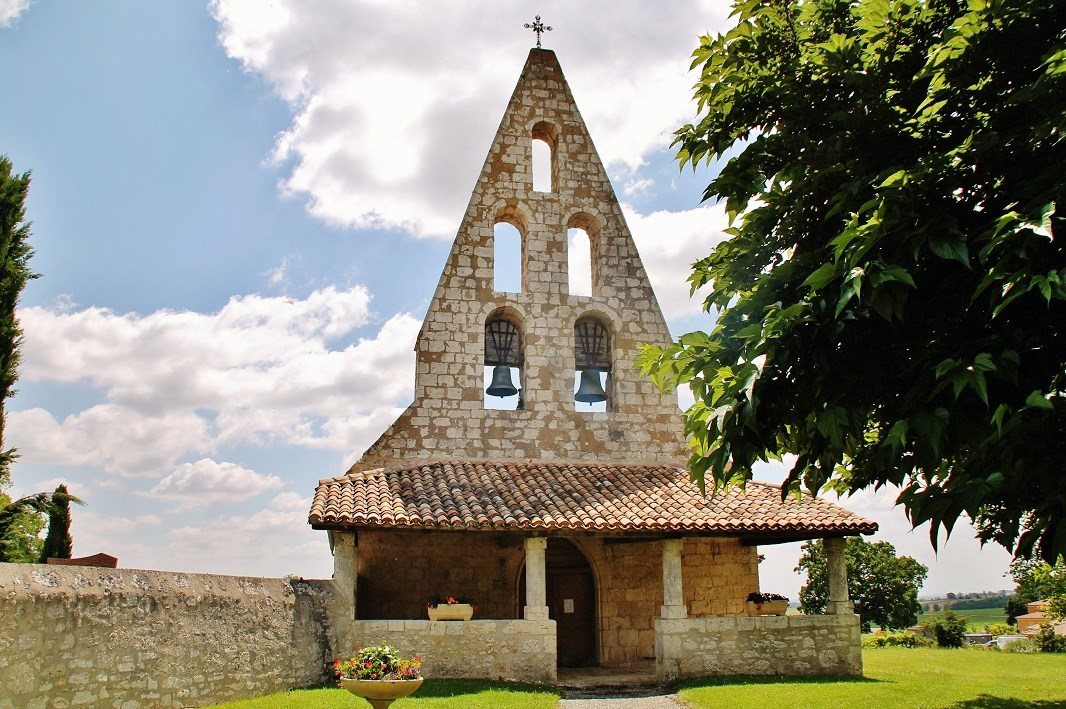
L'église paroissiale Saint-Michel.
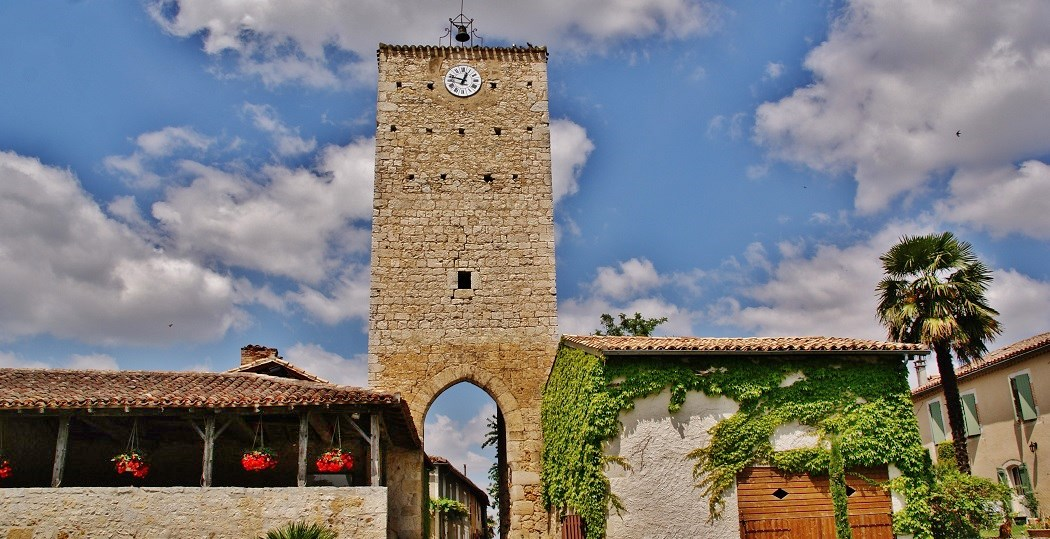
Tour de l'horloge.
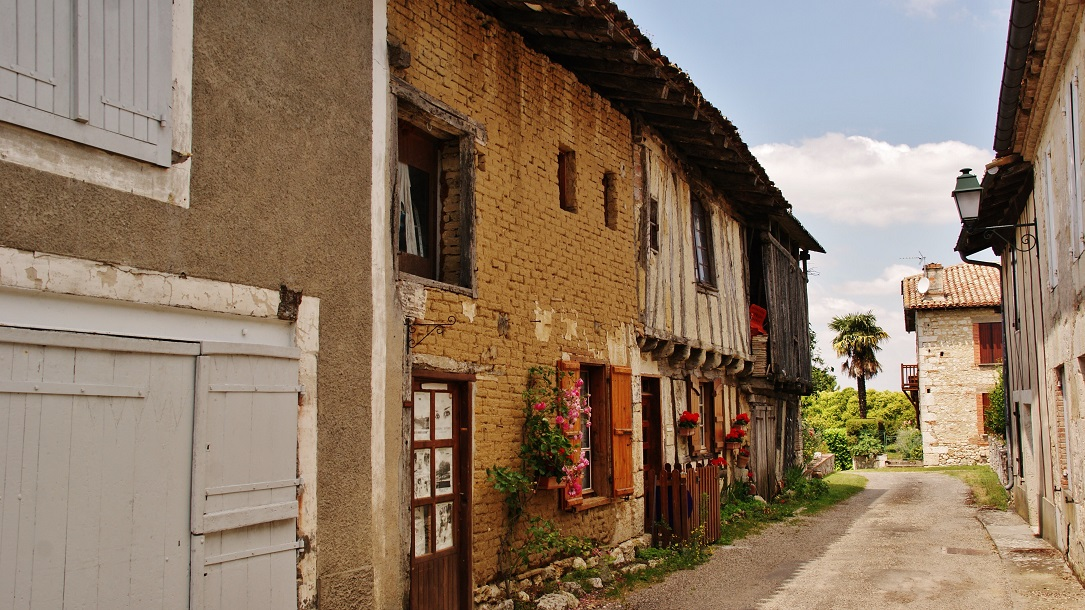
Vieilles maisons.
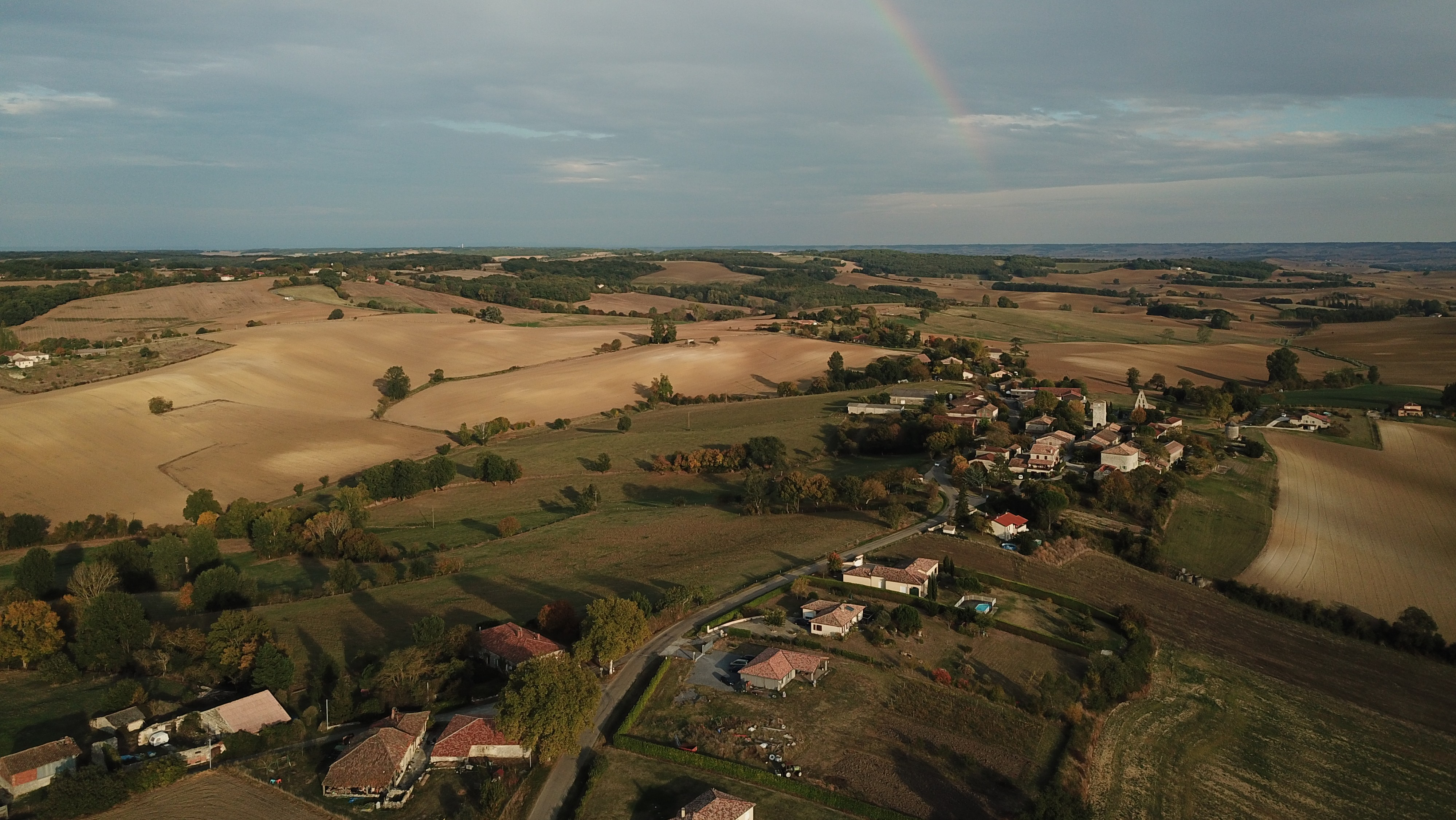
Gaudonville vue du ciel.

### Personnalités liées à la commune
- Éric Durnez (1959-2014) : écrivain belge ayant vécu à Gaudonville ;
- Raymond Nart (1936-) : haut fonctionnaire né à Gaudonville.

### Héraldique
| Blason de Gaudonville | Blason  | Parti: mi-coupé à dextre au 1 d'azur à la balance d'or, le fléau posé en barre, au 2 de sinople à deux têtes d'ail, les tiges et feuilles tressées d'argent, au 3 d'argent au lion de gueules. |
| Blason de Gaudonville | Détails | Créé par JF Binon.Blason sur document Mairie,2025 |